# Стратанович, Григорий Григорьевич
Григо́рий Григо́рьевич Стратано́вич (1912—1977) — советский учёный-антрополог, востоковед, доктор исторических наук, лауреат премии имени Н. Н. Миклухо-Маклая (1966).

## Биография
Родился 16(29) мая 1912 года в Санкт-Петербурге в семье учителя.
В 1932 году окончил китайское отделение ЛИФЛИ.
С 1932 по 1933 годы — заведующий отделом революционного движения в Китае, заместитель директора Хабаровского музея истории партии и революции.
С 1933 по 1934 годы — ответственный секретарь обкома нового алфавита (г. Александровск, о. Сахалин)[уточнить].
С 1935 по 1938 годы — заведующий массовым сектором, заместитель директора Дома просвещения народов Востока (Ленинград).
С 1938 года и до конца жизни работал в Институте этнографии АН СССР, пройдя путь от младшего научного сотрудника до заместителя заведующего отделом Зарубежной Азии (1958—1977).
В 1945 году защитил кандидатскую диссертацию «Дунгане Киргизской ССР». В 1975 году защитил докторскую диссертацию «Народные верования населения Индокитая (культы и местные религиозные системы)».
Умер 11 июня 1977 года в Москве.

## Научная деятельность
Сфера научных интересов: история и этнография народов Центральной Азии; история и этнография народов Китая; история и этнография народов Юго-Восточной Азии.
Участник ряда международных конгрессов. Опытный полевой исследователь.
- Поездка в Бирманский Союз // СЭ. 1957. № 6. С. 175-185;
- Поездка в КНР // СЭ. 1958. № 2. С. 106-121;
- Новейшие данные о «трехродовом» союзе у батаков // СЭ. 1959. № 6. С. 118-122;
- Экономические и социальные отношения у цзинпо // СЭ. 1959. № 4. С. 67-85;
- Китайские бронзовые зеркала: их типы, орнаментация и использование // ТИЭ. Научный сборник. 1961. Т. 73. С. 47-78;
- Дунгане // Народы Средней Азии и Казахстана. М., 1963. Т. 2. С. 527-563;
- Китайцы. Общественная и семейная жизнь // Народы Восточной Азии. М.; Л., 1965. С. 281-302;
- Китайцы. Религия // Там же. С. 303-320;
- Хуэй // Там же. С 419-423;
- Цзинпо // Там же. С. 578-587;
- Народы Лаоса // Народы Юго-Восточной Азии. М., 1966. С. 208-241;
- Народы Таиланда. Национальные меньшинства // Там же. С. 281-292;
- Народы Бирманского Союза // Там же. С. 306-360, 367-370;
- Из народных развлечений бирманцев // Сборник МАЭ. 1969. Т. 25. С. 188-194;
- Ритуальное убиение быка // Религия и мифология народов Восточной и Южной Азии. М., 1970. С. 189-206;
- Лаос // Этнические процессы в странах Юго-Восточной Азии. М., 1974. С. 191-209;
- Бирма (совместно с И. В. Можейко) // Страны и народы Юго-Восточной Азии. М., 1979. С. 127-154;
- Народные верования населения Индокитая. М., 1978. 256 с.

## Награды
- Премия имени Н. Н. Миклухо-Маклая (совместно с Н. Н. Чебоксаровым, Р. Ф. Итсом, за 1966 год) — за работу «Народы Восточной Азии»